# Anna Visscher
Anna Roemers Visscher (Amsterdam, 2 de febrer de 1584 – Alkmaar, 6 de desembre de 1651) fou una poeta, traductora i artista neerlandesa.

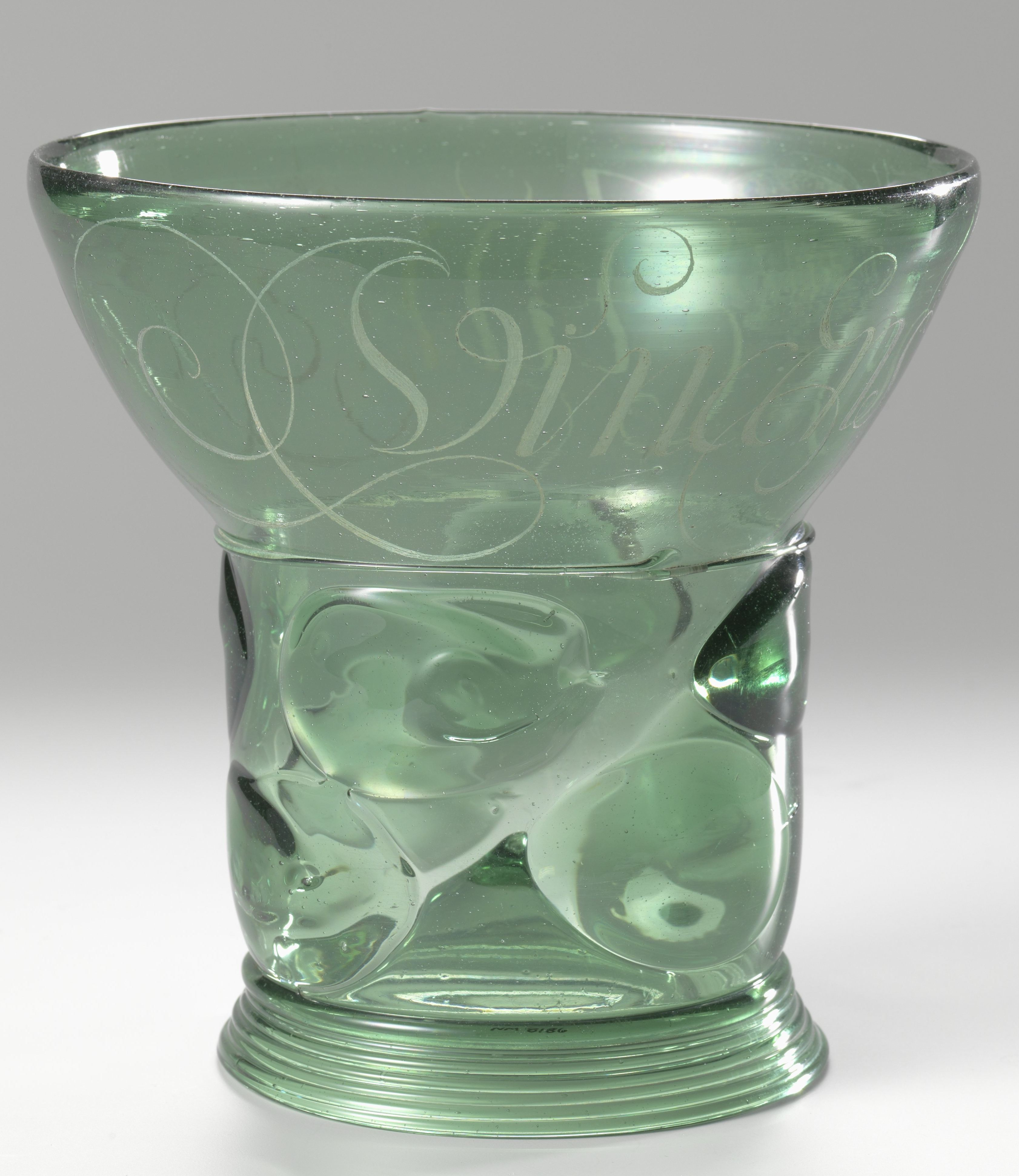
Got acampanat gravat per Visscher el 1646

## Biografia

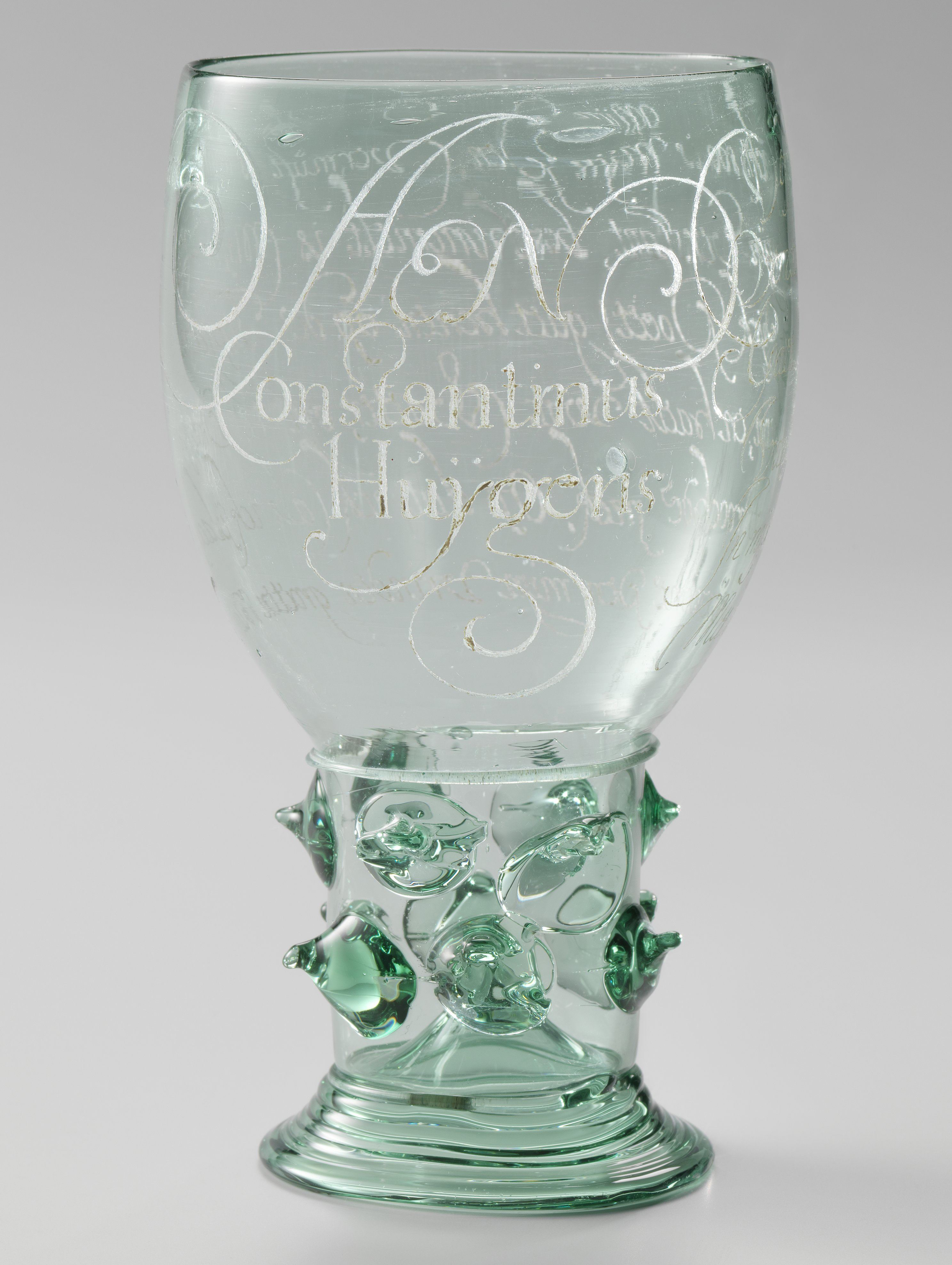
Anna Roemers Visscher:Gravat amb un poema de Constantijn Huygens, 1619, Rijksmuseum BK-1983/15

Anna, ben coneguda per la seva obra literària, era la filla major del mercader i escriptor d'Amsterdam Roemer Visscher i la germana de Maria Tesselschade Visscher. La situació econòmica i social de la seva família a Amsterdam va habilitar la possibilitat d'Anna per ser instruïda en llengües, cal·ligrafia, brodat, dibuix, pintura, gravat en vidre i altres arts. Va contreure matrimoni amb Dominicus Booth van Wesel el 1624 i es van traslladar a Leiden juntament amb els seus dos fills l'any 1646.
Visscher va viure durant el Renaixement on les poetes eren sovint elogiades pel que eren més que per la seva pròpia obra literària. Es trobava entre el grup d'artistes, escriptors i músics que van formar el cercle Muiderkring. Va ser altament admirada per l'elit artística com a Pieter Corneliszoon Hooft, Jacob Cats, Joost van den Vondel, Constantijn Huygens i uns altres. La van cridar la segona musa Safo, la quarta gràcia i altres adjectius sovint dedicats a treballs d'ella.
Va ser particularment considerada per la seva habilitat amb la punta de diamant per gravar vidre. A més, tenia un aparent interès en els llibres d'emblemes, i va traduir al neerlandès tretze epigrames de Georgette de Montenay Emblèmes, ou devises chrestiennes de 1584. Va contribuir amb poesia al llibre de 1618, Silenus Alcibiadis, Sive Proteus de Jacob Cats, amic contemporani d'Anna Maria van Schurman.
Anna Visscher va morir a Alkmaar, a la casa de la seva germana Maria.